# Anna Banti
Anna Banti, pseudónimo de Lucia Lopresti, nació en Florencia el 27 de junio de 1895 y falleció en Ronchi di Massa el 2 de septiembre de 1985. Escritora italiana, Banti se ha dedicado a la crítica de arte, a la ficción, a las traducciones, a artículos históricos, literarios y cinematográficos. Tiene un estilo de escritura muy culto, con una prosa rica, elegante y refinada.

## Biografía
Hija única, nació en una familia de origen siciliano que primero se mudó a Calabria y luego a Piamonte. Su padre, abogado de los ferrocarriles, siempre la animó a realizar estudios lingüísticos y humanísticos, por eso mismo siempre estuvo motivada por continuar progresando y crecer profesionalmente. 
Al comienzo de su aventura literaria su prosa estaba empeñada en la memoria y los recuerdos juveniles. Posteriormente, al casarse en 1924 con el crítico literario Roberto Longhi, ya profesor suyo en el liceo, hombre de profunda cultura tanto literaria como artística, lograron colaborar en el nacimiento de la revista Paragone, de la cual tuvo la dirección de la sección literaria hasta la muerte de su marido. Fue un periodo fecundo, en el que su prosa se hace más elaborada y refinada, sacando a la luz con historias complejas de trasfondo principalmente psicológico la condición de las mujeres en la sociedad de su tiempo, analizando a través la convergencia de puntos de vista diversos personajes femeninos descritos con gran agudeza en sus momentos de crisis moral y existencial.
Con respecto a su nombre, Anna afirma en varias ocasiones que le habría gustado utilizar el apellido de su marido ya que su nombre oficial, Lucia Lopresti, no le terminaba de convencer. Se convirtió en Anna Banti debido a que desde pequeña le intrigó la personalidad de una pariente de la familia, señora muy elegante y misteriosa, y por ese motivo decidió usar el mismo nombre. Anna Banti decía: “nosotros hacemos el nombre”. 
Entre sus novelas más logradas se recuerda sobre todo Artemisia (1947), que evoca la vida de la pintora barroca Artemisia Gentileschi, narrando una vocación artística de mujer en lucha con los prejuicios de su tiempo, y Le donne muoiono (1951). En esta obra los hombres recuerdan eventos y momentos de sus vidas pasadas pero las mujeres no tienen ese privilegio, una vez más el tema principal se centra en las mujeres, se denuncia la falta de memoria en el pasado femenino, las mujeres mueren y nadie se acuerda de ellas.
En los años 60, la producción de Anna Banti se llena de realismo, también con un toque de denuncia, en obras como Il bastardo o Le mosche d’oro. Le da un toque de madurez a su estilo, se distancia progresivamente de un feminismo violento y reivindicativo y llega a la conclusión de que solo a través de la colaboración entre los dos sexos será posible llegar un cambio real en la sociedad.  
También escribe los cuentos de Campi Elisi (1963), donde se encuentra el gran tema que interesa principalmente a Banti, la soledad de la mujer a la búsqueda de una dignidad en el mundo de los hombres, en una vida de protestas, humillaciones, rebeliones y dolores.
Su carrera en la literatura acaba en el año 1981 con una obra autobiográfica titulada Un grido lacerante.

## Obras principales

### Narrativa
- Itinerario di Paolina, Roma,1937;
- Il Coraggio delle Donne, Florencia, 1940;
- Sette Lune, Milán, 1941;
- Le monache cantano, Roma, 1942;
- Artemisia, Florencia, 1947; traducida al español con el mismo título en 1992, ediciones Cátedra, S.A. ISBN 84-376-1078-8
- Le Donne Muoiono, Milán, 1951;
- Il Bastardo, Florencia, 1953;
- Allarme sul Lago, Milán, 1954;
- La Monaca di Sciangai, Milán, 1957;
- La casa piccola, Milán, 1961;
- Le mosche d'oro, Milán,1962;
- Campi Elisi, Milán, 1963;
- Noi credevamo, Milán, 1967;
- Je Vous écris d'un pays loítain, Milán, 1971;
- La Camicia bruciata, Milán, 1973
- Da un paese vicino, Milán, 1975
- Un Grido Lacerante 1981 (Finalista al Premio Campiello).

### Ensayo
- Opinioni, Milán, 1961;
- Matilde Serao, Turín, 1965;
- Lorenzo Lotto, Florencia, 1978.